# Gåsmamman
Gåsmamman är en svensk dramaserie som började sändas på C More Series i november 2015. Huvudrollen spelas av Alexandra Rapaport. Den 18 februari 2016 hade serien premiär i Kanal 5. 
Inspelningen av säsong två inleddes under försommaren 2016. Serien är baserad på den nederländska dramaserien Penoza från 2010 skapad av Pieter Bart Korthuis och Diederik van Rooijen. Det finns också en amerikansk dramaserie från 2013, Red Widow, som har samma ursprung.
Säsong två av Gåsmamman hade premiär på C More den 24 november 2016 och sändes våren 2017 i Kanal 5. Inspelningen av säsong tre påbörjades i mitten av februari 2017. Den tredje säsongen av serien hade premiär på C More hösten samma år, den 28 september 2017, och sändes våren 2018 i Kanal 5. Säsong 4 hade premiär den 7 november 2019 och visades först på C More och sändes därefter på Sjuan. 
Den 9 september 2020 blev det klart att det blir en femte och en sjätte säsong bestående av 12 avsnitt. Produktionen av de båda säsongerna är planerad att pågå under 2020/2021. Säsong 5 och säsong 6 blir seriens sista. Säsong 5 hade premiär den 20 september 2021 på C More och visades sedan på sjuan till våren. 
På förhand sades det att den tredje säsongen skulle bli den sista. Den 12 september 2018 kom dock beskedet att var klart för en fjärde säsong. Unikt för den nya säsongen är att man flyttar serien från Kanal 5 till TV4. Precis som tidigare kommer den dock kunna streamas på C More tidigare.
Under våren 2024 meddelades det att en sjunde säsong i två delar skulle släppas som ”Epilogen”. 
Alexandra Rapaport vann Kristallen 2017 som årets kvinnliga skådespelare i en tv-produktion för sin roll i Gåsmamman.

## Rollista (i urval)
- Alexandra Rapaport – Sonja Nordin Ek, fru till knarkkungen Fredrik Ek och syster till Magda Nordin och Niklas Nordin. Mor till Gustav, Nina och Linus Ek.
- Magnus Roosmann – Fredrik Ek, knarkkung och Sonja Eks make, samt pappa till Gustav, Nina och Linus Ek.
- Edvin Ryding – Linus Ek, yngsta son till Fredrik och Sonja Ek. Barnbarn till Clara och Anders Nordin.
- Clara Christiansson Drake– Nina Ek, dotter till Fredrik och Sonja Ek. Blir tillsammans med Zac och de får sonen Fredrik. Barnbarn till Klara och Anders Nordin.
- Shebly Niavarani – Emil Svensson, polisutredare
- Christian Hastings – Barry Simmons, yrkeskriminell. Gifter sig sen med Kattis.
- Tommy Körberg – Anders Nordin, far till Sonja Ek, Magda Nordin och Niklas Nordin. Varit gift med Klara Nordin. F.d. yrkeskriminell och numera känd travprofil.
- Joel Lützow – Gustav Ek, son till Fredrik och Sonja Ek. Får dottern Magda med Tove. Blir även polis i säsong 4. Barnbarn till Clara och Anders Nordin.
- Grynet Molvig – Klara Nordin, mor till Sonja Ek, Magda Nordin, Niklas Nordin och f.d. fru till Anders Nordin.
- Anja Lundkvist – Kattis Berg Antonsen, väninna till Sonja Ek, gift med Stein Berg Antonsen. Gifter sig senare med Barry Simmons.
- Ulf Friberg – Lukas Sandrini, torped och livvakt anställd av Anders Nordin.
- Allan Svensson – Henrik Östling, yrkeskriminell f.d. kumpan till Anders Nordin.
- Tobias Zilliacus – John Appelkvist, affärsman och vän till Sonja Ek som sen blir även pojkvän till Sonja.
- Ivan Mathias Petersson – Niklas Nordin, bror till Sonja Ek och Magdalena Magda Nordin. Kriminell vän till Fredrik Ek.
- Bahador Foladi – "Speedy", yrkeskriminell som samarbetar med Niklas Nordin.
- Mårten Torsson Sparring – Kasper Appelkvist, klasskompis och vän till Linus Ek.
- Morgan Alling – Simon Svart, advokat.
- David Nzinga – Tomelo Casimiro Zehaie, knarkkung.
- Rakel Wärmländer – Mimmi "Fickan" Olsson, polisutredare.
- Anastasios Soulis – Zacharias "Zac" Malmberg, Barrys mest trogna kumpan och Ninas pojkvän. Får med Nina sonen Fredrik.
- Francisco Sobrado – Pinto Rosales, mexikansk knarkkung.
- Gustaf Hammarsten – Christian Broman, affärsman och knarkkung.
- Peshang Rad – Johan Nordin, konstnär samt make till Magdalena Magda Nordin
- Oscar Foronda – El Largo, colombiansk knarkkung.
- Lars Bringås – Hugo, torped och livvakt anställd av Anders Nordin.
- Susanne Thorson – Magdalena Nordin, lillasyster till Sonja Ek och Niklas Ek.
- Madeleine Barwén Trollvik – Felicia, nuvarande fru till Anders Nordin.
- Andreas Kundler – Stein Berg Antonsen, kriminell kollega till Fredrik Ek samt make till Kattis Berg Antonsen. Tar livet av sig.
- Gudmundur Thorvaldsson – Larus, isländsk fiskhandlare och affärsman samt knarkkung.
- Cilla Thorell – Louise Blom, åklagare.
- Emil Almén – Kevin, vapen- och droglangare.
- Carlos Fernando – Semir
- Jessica Olsson – Ida Östling, dotter till Henrik Östling.
- Frans Rosengarten – Winston Berg Antonsen, son till Kattis Berg Antonsen och Stein Berg Antonsen.
- Angela Kovács – Terapeut
- Lisette Pagler – Hanna Lind, väninna till Sonja Ek.
- Ana Gil de Melo Nascimento – Juana, brottsling samt Speedys flickvän och sedan flickvän även till Gustav Ek.
- Pia Halvorsen – "Majoren", mystisk person som sägs ska ha haft god kontakt med Fredrik Ek.
- Ingi Hilmarsson – Hrafn, isländsk fiskhandlare och högra hand till Larus.
- Anton Forsdik – Tommy
- Wilma Lidén – Stina
- Christian Magdu – Yussuf
- Moira Twengström – Jill, flickvän till Gustav Ek.
- Bahar Pars – Kristin Valle, advokat.
- Gunnel Fred – Elise Wang, bankman.
- Linda Källgren – Lollo Svart, fru till Simon Svart.
- Liv Lemoyne – Bojan, väninna till Nina Ek
- Carl-Johan Persson – Kalle
- Johan Sörbom – Johan
- Tom Ljungman – Janusz Thuchlin
- Johan Marenius Nordahl – H-H
- Mitcho Batalov – Mr. Benjamin Gerafi
- Jörgen Bergström – Greger (livvakt)